# Ally Brooke Hernandez
Ally Brooke Hernandez egy amerikai lányegyüttes, a Fifth Harmony legidősebb tagja.

## Fiatalkora
Ally 1993.07.07-én született Jerry Hernandez és Patricia Hernandez koraszülött lányaként San Antonio-ban. Apja elmondása szerint énekelve született, így egyből tudta: lánya egy nap énekesnő lesz. Korai inspirációja Selena és Jézus.

## Az X-Factor
Ally jelentkezett az amerikai X-Factor 8. évadában. A meghallgatásán az On My Knees c. dalt énekelte. Szólóénekesnőként nem jutott tovább a tábornál azonban visszahívták hogy együtt énekeljen további 4 lánnyal. A műsorban harmadik helyezést értek el.

## A Better Together EP és a Reflection
Az X-Factor után a banda leszerződött egy kiadónál hogy kiadja első EP-jét. Zenei videót csak a Miss Movin On c. slágerükből csináltak, azonban az EP 5 dalból állt (Don't Wanna Dance Alone, Miss Movin On, Better Together, Who Are You, Leave My Heart Out Of This) amit 2013 októberében adtak ki. 2014-ben, amikor már egy másik albumon dolgoztak két zenei videót is csináltak a Boss és a Slegdehammer dalukat. A két dalt később egy albumban adták ki 2015. január 30-án Reflection néven. Legnagyobb slágerük az albumról a Worth It daluk ami 2015 egyik legnépszerűbb dala lett.

## A That's My Girl-től a Big Bad Wolf-ig
Következő albumát szintén a 4 lánnyal adta ki 7/27 néven 2016. május 27-én lehetett látni a boltok polcain. Legnépszerűbb számuk, a Work From Home 2016 nyarán jelent meg videóban, mint első videó az albumról. Nagy áttörést ért el a slágerlistákon a dal aminek egyik fő részét Ally énekelte. 2016 decemberében egyik legjobb barátnője, Camila Cabello otthagyta az együttest. Az egész banda meg volt viselve.

## A 2017-es év
Harmadik albumukban végre Ally is megszólalhatott, mert előző albumukban szinte minden szólórészt volt tagjuk, Camila, és Lauren énekelte. Ally szinte alig énekelt a 2016-os albumban. Első dalukat az albumról nyáron forgatták le és Ally újra legjobbját nyújtotta a Down c. dalukban. Később (az Angel, a He Like That és a Deliver) is hasonló sikernek élvezhetett, azonban legnézettebb daluk a He Like That lett. Ősszel a híres rapperrel Pitbul-lal készített közös daluk is elég sikeres lett.

## Szólómunkássága
2017 nyarán dolgozott együtt a Lost Kings duóval és A$AP Ferg rapperrel egy dal érdekében. Nemrég 2018. január 26-án, a híres producerrel Topic-kal készített dala hódította meg rajongóit.